# Flaggen der Provinzen Papua-Neuguineas

Flagge Papua-Neuguineas

Diese Liste zeigt die Flaggen der Provinzen Papua-Neuguineas.

## Gestaltung
Einige der Provinzflaggen nehmen Elemente aus der Flagge Papua-Neuguineas auf:
- die Farbgebung (rot-schwarz),
- die Schrägteilung,
- den Paradiesvogel
- oder die Sterne (Kreuz des Südens).

## Liste
| Lage | Flagge | Provinz                       | Anmerkungen |
| ---- | ------ | ----------------------------- | --- |
|      |        | Bougainville (North Solomons) | Das blaue Flaggentuch steht für den Pazifischen Ozean. Das Emblem in der Mitte symbolisiert Bougainville, die schwarze Scheibe steht für die Ureinwohner, darin ein „Upe“, ein Kopfschmuck, der mit dem Übergang vom Jungen- zum Mannesalter assoziiert wird. Der grüne Kranz aus 24 Dreiecken soll die Inseln darstellen; die weißen Dreiecke symbolisieren die Schildkrötenmuscheln, die von Stammeshäuptlingen und ihren Frauen bei besonderen Festlichkeiten getragen werden.                                                                   |
|      |        | Central Province              | In Blau und Rot schräg geteilt. Die Silhouette eines „Lakatoi“, eines traditionellen Boots, steht für die Tradition, der blaue Hintergrund für das Meer. Der große Stern im roten Feld symbolisiert die Provinz, die fünf kleineren Sterne die vier Distrikte der Provinz. |
|      |        | Enga                          | In Schwarz (aus der Nationalflagge) und Grün (für die Vegetation) schräg geteilt; in der Mitte eine gelb-schwarz-weiße Dendrobium engae Orchidee (die Blume der Provinz). |
|      |        | East New Britain              | In Rot und Blau geteilt durch einen grünen Schrägbalken. Die vier Sterne und die Farbgebung erinnern an die Nationalflagge. Im Emblem, das von einem Ring aus traditionellem Muschelgeld umgeben wird, befindet sich jeweils eine Maske der Tolai und der Baining. |
|      |        | East Sepik                    | In Grün und Rot mit gelbem Paradiesvogel, der Nationalflagge entnommen, schräg geteilt; im unteren grünen Feld ein Tambaranhaus (für die Bewohner der Berge und Ebenen), ein Krokodil (für die Bewohner der Fluss Regionen), ein Hai (für die Bewohner der Küste); Kundu, Schlitztrommel, Speer und Kalktopf stehen für die Kultur. |
|      |        | Eastern Highlands             | Schräglinks in Rot und Grün geteilt; in der Mitte ein gelber sechszackiger Stern darin der legendäre einbeinige Mann mit dem Namen „Nokondi“, einen Kaffeezweig in der Hand haltend (für den Kaffeeanbau), umgeben von acht kleineren gelben sechszackigen Sternen, welche für die acht Distrikte der Provinz stehen. |
|      |        | Fly River (Western)           | Auf schwarzem Grund, mit den Symbolen und Farben der Nationalflagge am Flagstock, darauf ein rotes diagonal abgeschrägtes Trapez zum Flagstock hin mit einem gelben Quadrat am fliegenden Ende; darin das Emblem der Provinz, ein Kopfschmuck mit weißen Kranichflügeln (für die Einheit) darunter liegend Pfeil und Bogen mit einem Köcher für die Tradition. |
|      |        | Gulf                          | Auf blauem Flaggentuch eine von zwei goldenen Krokodilen (für die Flüsse) umrahmten rot-schwarzen Scheibe (Nationalflagge); im oberen roten Feld eine weiße Seemöwe darunter fünf weiße Sterne im schwarzen Feld (Kreuz des Südens). |
|      |        | Hela                          | In Gelb (darin oben im fliegenden Liek ein roter Paradiesvogel) und Schwarz (darin in einem nach oben offenen Halbkreis fünf fünfzackige weiße Sterne, der mittlere in halber Größe); in der Mitte der Flagge ein horizontal weißgerandetes, grünes Band. Darüber zentral eine hellblaue Scheibe mit dem Emblem der Provinz (ein Kopf eines Häuptlings sowie zwei nach beiden Seiten herausragende Werkzeuge, in alle Streifen ragend). |
|      |        | Jiwaka                        | In Gelb und Grün (für die Vegetation) durch einen weißen (für den Frieden) Schrägbalken geteilt. Im gelben unterem Liek das Emblem der Provinz und im grünen oberen Flugteil den gelben Paradiesvogel aus der Nationalflagge. |
|      |        | Madang                        | Rot, gelb, schwarze waagerechte Streifen (Farben der Nationalflagge) bilden den Hintergrund. Sechs weiße Sterne am unteren Rand des schwarzen Streifens repräsentieren die sechs Distrikte. Im weißen Obereck zeigt ein schwarzes Emblem das Denkmal der Gedenkstätte von Madang als Erinnerung an die Küstenbewacher des Zweiten Weltkrieges vor einer Schlitztrommel, die für die Tradition der Provinz steht, umrahmt von Kokospalmen als Symbol für die Landwirtschaft, darunter ein weißes Band mit sechs schwarzen Sternen für die Distrikte. |
|      |        | Manus                         | Schräg geteilt in Blau (für die Inselbewohner) und Braun (für die Binnenlandbewohner), auf der Schräglinie fliegt ein gelber Honigfresser (Meliphagidae); fünf grüne Manus-Schnecken (Chaukas) im braunen Feld stehen für die fünf Distrikte der Provinz. |
|      |        | Milne Bay                     | Zwei senkrechte grün (für die Vegetation) und weiße (für die Strände) Streifen am Flagstock; das quadratische Flugteil schräg geteilt in Blau (für den Ozean) und Rot mit einem fünfzackigen gelben Stern im fliegenden Obereck (steht für die christlichen Missionare des Eastern Star Ordens). |
|      |        | Morobe                        | Grün (für die Vegetation), gelb (für das Markham-Tal), blau (für den Ozean) zweimal geteilt im Verhältnis 1:2:1; in der Mitte ein weißer Paradiesvogel (für die Tierwelt), darüber weiße Eckzähne eines Ebers (für den traditionellen Handel), eine gelb-braune Kundu-Trommel (für die Feierlichkeiten) und Speere (für die traditionelle Kriegsführung). |
|      |        | National Capital District     | Auf gelben Flaggentuch ein schwarzes „Lakatoi“ Boot der einheimischen Moto-Bewohner umgeben von einem schwarzen Kreis darin der Schriftzug „National Capital District Commission“ und „NCDC“. |
|      |        | New Ireland                   | Senkrecht geteilt im Verhältnis 1:2 in Blau (für den Ozean) mit dem Kreuz des Südens und Orange mit einem fliegenden schwarzen Bandschwanzdrongo (Drongos) (einem Vogel der nur in New Ireland vorkommt) für die Natur. |
|      |        | Oro (Northern)                | Auf grünem Grund ein senkrechter roter Tapa-Stoffstreifen mit goldenen und schwarzen Markierungen für die Kultur, vom Flagstock getrennt durch einen schmalen grünen Streifen und in der Mitte ein goldener Königin-Alexandra-Schmetterling für die Natur. |
|      |        | Sandaun (West Sepik)          | Schräglinks in Schwarz und Rot mit dem gelben Paradiesvogel aus der Nationalflagge geteilt; im schwarzen Feld sechs weiße Sterne (für die Distrikte) vor einer untergehenden hellblauen Sonne mit gelben Strahlen (Provinzsymbol). |
|      |        | Simbu (Chimbu)                | Zweimal schräg geteilt in Schwarz, Grün, Rot. Das weiße Kreuz des Südens im schwarzen und den gelben Paradiesvogel im roten Feld (aus der Nationalflagge); im mittleren grünen Feld zwei gekreuzte rote Speere (für die Führung der Provinz) über einem gelben Kaffeezweig (für den Haupterwerbszweig) und einem weißen Kettenkranz (für die Einheit). |
|      |        | Southern Highlands            | Zweimal schräg geteilt in Grün, Schwarz, Rot. Drei weiße Sterne im grünen und vier Sterne im roten Feld stehen für die sieben Distrikte der Provinz. Über zwei in entgegengesetzter Richtung liegenden gelben Speeren (für die Verteidigung) liegt ein Ring bestehend aus 26 Medaillons, darin ein gelber Kasuarkopf (für den traditionellen Handel). |
|      |        | West New Britain              | Auf blauem Flaggentuch (für den Ozean) im Obereck die schräg geteilte schwarz rote Nationalflagge mit den bekannten Symbolen (Kreuz des Südens und Paradiesvogel); im unteren fliegenden Teil ein weiß, gelb, braunes Schneckenhorn (für die traditionelle Kommunikation) |
|      |        | Western Highlands             | In Schwarz (aus der Nationalflagge) und Grün (für die Vegetation) durch einen weißen (für den Frieden) Schrägbalken geteilt. Im schwarzen unterem Liek drei weiße Sterne für die Regionen und im grünen oberen Flugteil das Emblem der Provinz auf einer weißen Scheibe mit einem nach innen schwarzgezackten Rand. |